# 1979年カタルーニャ自治法住民投票
1979年カタルーニャ自治法住民投票（1979ねんカタルーニャじちほうしゅうみんとうひょう、カタルーニャ語: Referèndum estatutari a Catalunya de 1979）は、1979年カタルーニャ自治法の是非を問うために1979年10月25日に行われた住民投票。有権者4,421,965人のうち59.7パーセントにあたる2,639,951人が投票した。賛成票は2,327,038票（88.6パーセント）、反対票は204,957票（7.8パーセント）、白票は93,784票（3.6パーセント）、無効票は14,172票（0.5パーセント）だった。住民投票の結果に従い、自治法は11月29日にスペイン下院を、12月12日にスペイン上院を通過、続いてスペイン国王フアン・カルロス1世が裁可した。住民投票は大雨の中、1979年バスク自治法住民投票と同日に行われた。